# Le notti peccaminose di Pietro l'Aretino
Le notti peccaminose di Pietro l'Aretino è un film del 1972 diretto da Manlio Scarpelli, del filone Decamerotico.

## Trama
La figura di Pietro Aretino non ricopre nessun ruolo in questa pellicola. Il film infatti narra il viaggio di una cortigiana che induce la figlia alla prostituzione presso ceti abbienti.
Tutto si svolge in una Roma baccanale e volgare.

## Curiosità
Il film è stato girato a Fabriano: Palazzo Moscatelli, Teatro Gentile, e ad Arpino (FR) località Civitavecchia